# Azenaide Carlos
Azenaide Danila José Carlos (født 14. juni 1990 i Luanda, Angola) er en kvindelig angolansk håndboldspiller som spiller for kroatiske RK Podravka Koprivnica og Angolas kvindehåndboldlandshold.
Hun har deltaget ved Sommer-OL hele tre gange i 2008, 2012 og 2016. Hun fik VM-slutrundedebut ved VM 2009 i Kina og har i alt deltaget ved 4 slutrunder.